# Amphistichus argenteus
Amphistichus argenteus és una espècie de peix pertanyent a la família dels embiotòcids.

## Descripció
- Pot arribar a fer 43 cm de llargària màxima (normalment, en fa 30) i 2.000 g de pes.[3][4]

## Alimentació
Menja preferentment crancs, tot i que també es nodreix de cloïsses i d'altres invertebrats.

## Hàbitat
És un peix marí, demersal i de clima subtropical.

## Distribució geogràfica
Es troba al Pacífic oriental: des de Bodega Bay (costes centrals de Califòrnia, els Estats Units) fins a la Baixa Califòrnia (Mèxic).

## Observacions
És inofensiu per als humans i la seua esperança de vida és de 9 anys.